# Carmeldo
Carmeldo es una entidad de población española del municipio de Galisancho, perteneciente a la provincia de Salamanca, en la comunidad autónoma de Castilla y León.

## Historia
Hacia mediados del siglo XIX, el lugar, por entonces referido como una alquería ya perteneciente a Galisancho, tenía contabilizada una población de tres habitantes. Aparece descrito en el quinto volumen del Diccionario geográfico-estadístico-histórico de España y sus posesiones de Ultramar de Pascual Madoz con las siguientes palabras:

CARAMELDO: alqueria agregada al ayunt. de Galisancho (V.), en la prov. y dióc. de Salamanca (6 leg.), part. jud. de Alba de Tormes (2), aud. terr. y c. g. de Valladolid (19): sit. en llano, combatida por todos los vientos, y particularmente por los del O. Tiene una casa y dos fuentes de buena agua. Confina por N. con Narrillos; E. Cartala; S. Derengada; y O. Bercimuelle: el terreno es de buena calidad para pastos; tiene por todo su alrededor un monte de encina que mantendrá en un quinquenio 90 cebones y 280 malandares; y le atraviesa un arroyo sin nombre que desde Horcajo se dirige al Tormes. prod.: yerbas y el fruto del monte; cria ganado lanar y cerdoso; y caza de liebres, conejos, perdices y chorlitos. pobl.: 1 vec., 3 alm. cap. terr. prod.: 65,200 rs. imp.: 3,259.
(Madoz, 1846, p. 569)

En 2022, tenía empadronados cuatro habitantes.